# Петерхоф
Петерхоф (рус. Петергоф, од   — „Петров дворац”; раније Петродворец, рус. Петродворец) град је у Русији у Петродворцевском рејону федералног града Санкт Петербурга. Налази се око 20 km западно од Санкт Петербурга, на обали Финског залива. Према попису становништва из 2010. у граду је живело 73.199 становника.
Град је познат по комплексу паркова и палата на површини од 607 хектара који су саграђени као летња палата за разоноду Петра Великог. Парк и дворци Петерхофа припадају листи Светске баштине УНЕСКО..

## Историја
Палата је служила као царска резиденција до Октобарске револуције, када је 1918. проглашена музејем. Током Другог светског рата Петерхоф су од 1941. до 1944. окупирали нацисти. Пре тога су совјетске власти евакуисале преко 8.000 предмета и око 50 статуа из ове палате, што их је спасло од уништења. Палата је у току рата потпуно уништена од бомбардовања и борби.
После рата почела је реконструкција палате у Петерхофу, а она траје и данас. Доњи парк је поново отворен 1945, фонтане су поново прорадиле 1946, а копија скулптуре Самсона је израђена 1947. Реконструкција велике палате је почела 1952, тако да су 17. маја 1964. поново отворене за публику дворане музеја Петерхоф. То је данас један од најпосећенијих музеја Русије.

## Становништво
| 2002.  | 2010.  |
| ------ | ------ |
| 64.791 | 73.199 |

## Партнерски градови
- Бад Хомбург